# Soricomys musseri
Soricomys musseri is een knaagdier dat voorkomt in de provincie Cagayan in het noorden van het Filipijnse eiland Luzon. Het is een klein, gedrongen dier dat in 1992 ontdekt en in 1998 formeel beschreven is. Zijn nauwste verwanten zijn de andere soorten van het geslacht, zoals S. kalinga uit de provincie Kalinga in Noordwest-Luzon.

## Verspreiding en ecologie
S. musseri is bekend van slechts twee exemplaren die in 1992 zijn gevonden op Mount Cetaceo in de Sierra Madre. De dieren werden op 1650 m hoogte gevangen in Callao, een plaats in de gemeente Lasam. Het dier werd gevonden in moswoud, een laag, dicht bos waar de bomen bedekt zijn met mossen en epifyten als orchideeën en varens. De hoogte van de vegetatie neemt naar de top toe af van tien tot drie à vier meter. S. musseri werd samen met Apomys datae, Rattus everetti, Otopteropus cartilaginodus en Pipistrellus javanicus gevonden.

## Beschrijving
S. musseri is een kleine, gedrongen muis met kleine voeten, een relatief lange staart en een lange, zachte vacht. De bovenkant van het lichaam is donker roodbruin van kleur. Die kleur loopt over in de lichtere, geelgrijze onderkant. De haren op de bovenkant van het lichaam zijn vanaf de wortel gezien voor driekwart grijs en vervolgens zwart, met een roodbruine punt. De kortere haren aan de onderkant van het lichaam hebben een lichte punt.
De lippen zijn lichtgrijs, de neus is donkergrijs, net als de kleine, ronde oren, die spaarzaam bedekt zijn met donkere haren en de vrij lange snorharen zijn nog donkerder grijs. De oogleden hebben zwarte randen en worden omringd door een smalle, lichtgrijze band. De voorvoeten zijn klein. De achtervoeten zijn lang en smal. De pollex draagt een nagel, maar aan de andere vingers zitten lange, smalle, witte klauwen. De bovenkanten van de voorvoeten bevatten bruingrijs pigment, die van de achtervoeten bruinzwart pigment. Op de voeten komen ook wat korte, donkere haren voor. De onderkanten van de voeten bevatten donker bruingrijs pigment. De zeer donkergrijze staart is nauwelijks korter dan de kop-romp en bevat 24 schubben per centimeter. Uit elke schub ontspringen drie korte, zwarte haren. Bij het holotype (FMNH 147176), een volwassen mannetje, bedraagt de kop-romplengte 100 mm, de staartlengte 88 mm, de achtervoetlengte 24 mm, de oorlengte 15 mm, de dikte van de vacht 7 à 8 mm, de schedellengte 26,6 mm en de lengte van de bovenkaak 14,5 mm.
Deze soort verschilt van A. luzonensis in zijn kleinere grootte, langere staart en een aantal kenmerken van de schedel. De schedel van S. musseri is namelijk smaller, met een korter en smaller rostrum. De punten van het os nasale zijn recht, in plaats van opgekruld. De foramina incisiva zijn korter. De kiezen zijn zowel absoluut als relatief kleiner. Op de eerste kies in de bovenkaak (M1) zijn de knobbels t3 en t9 aanwezig, anders dan bij A. luzonensis. Ook S. kalinga is groter. Daarnaast heeft S. musseri ten opzichte van die soort kortere achtervoeten, een langere en lichtere vacht, een minder afgeplatte schedel, een korter smaller rostrum en kortere en smallere kaken en kiezen. Hoewel S. musseri waarschijnlijk net als de andere soorten voornamelijk op de grond leeft, suggereren zijn kleinere voeten en vingers en zijn langere staart dat S. musseri meer in bomen leeft dan A. luzonensis.

## Ontdekkingsgeschiedenis
Toen Guy Musser in 1982 het geslacht Archboldomys beschreef, had hij slechts het holotype van A. luzonensis uit Mount Isarog tot zijn beschikking, maar hij voorspelde dat het geslacht op andere eilanden (p. 32) en in andere delen van Luzon (p. 47) zou worden gevonden. De tweede voorspelling is uitgekomen, de eerste niet. In 1992 werden twee onbekende muizen gevonden op Mount Cetaceo. Ze werden door Lawrence Heaney aanvankelijk geïdentificeerd als Crunomys fallax en in 1994 werd die identificatie ook gepubliceerd, maar deze identificatie bleek incorrect en in 1998 werden de twee muizen uit Mount Cetaceo door Eric Rickart, Heaney, Blas Tabaranza en Danilo Balete in Fieldiana: Zoology beschreven als een nieuwe soort van het geslacht Archboldomys, die naar Musser genoemd werd. De derde soort van het geslacht, A. kalinga, werd aanvankelijk niet als een aparte soort herkend; het karyotype van deze soort werd in 2002 dan ook onder de naam van A. musseri beschreven. In 2012 werden A. kalinga en A. musseri verplaatst naar het nieuwe geslacht Soricomys.